# Liste der Beiträge für den besten fremdsprachigen Film für die Oscarverleihung 1988
Die folgenden 30 Filme, alle aus verschiedenen Ländern, waren Vorschläge in der Kategorie Bester fremdsprachiger Film für die Oscarverleihung 1988. Die hervorgehobenen Titel waren die fünf letztendlich nominierten Filme, welche aus den Ländern Dänemark, Frankreich, Italien, Norwegen und Spanien stammen. Der Oscar ging an Babettes Fest aus Dänemark. Der von Kritikern gelobte Film Der Himmel über Berlin von Wim Wenders aus Westdeutschland wurde nicht nominiert, obwohl dieser zu den Favoriten zählte.
Zum ersten Mal wurde für diesen Filmpreis ein Vorschlag aus Indonesien eingereicht. Aus der Sowjetunion wurde der georgischsprachige Film Die Reue eingereicht, welcher bereits 1984 produziert wurde, jedoch bis 1987 verboten war.

## Beiträge
| Land                | Deutscher Verleihtitel                   | Sprache(n)           | Originaltitel                        | Regisseur(e)            | Ergebnis        |
| ------------------- | ---------------------------------------- | -------------------- | ------------------------------------ | ----------------------- | --------------- |
| Argentinien         | Rantes – Der Mann, der nach Süden schaut | Spanisch             | Hombre mirando al sudeste            | Eliseo Subiela          | Nicht nominiert |
| Belgien             | Barbarische Hochzeit                     | Französisch          | Les Noces Barbares                   | Marion Hänsel           | Nicht nominiert |
| Brasilien           | Um Trem para as Estrelas                 | Portugiesisch        | Um Trem para as Estrelas             | Carlos Diegues          | Nicht nominiert |
| Volksrepublik China | Die Stadt Hibiskus                       | Chinesisch           | 芙蓉镇 (Fúróng zhèn)                 | Xie Jin                 | Nicht nominiert |
| Dänemark            | Babettes Fest                            | Dänisch, Französisch | Babettes gæstebud                    | Gabriel Axel            | Gewonnen        |
| BR Deutschland      | Der Himmel über Berlin                   | Deutsch              | Der Himmel über Berlin               | Wim Wenders             | Nicht nominiert |
| Finnland            | Die Schneekönigin                        | Finnisch             | Lumikuningatar                       | Päivi Hartzell          | Nicht nominiert |
| Frankreich          | Auf Wiedersehen, Kinder                  | Französisch          | Au revoir les enfants                | Louis Malle             | Nominiert       |
| Griechenland        | Theofilos                                | Griechisch           | Θεόφιλος (Theofilos)                 | Lakis Papastathis       | Nicht nominiert |
| Indien              | Nayakan                                  | Tamil                | நாயகன் (Nayakan)                       | Mani Ratnam             | Nicht nominiert |
| Indonesien          | Nagabonar                                | Indonesisch          | Nagabonar                            | M.T. Risyaf             | Nicht nominiert |
| Island              | Weiße Wale                               | Isländisch           | Skytturnar                           | Friðrik Þór Friðriksson | Nicht nominiert |
| Israel              | Verdammte Helden                         | Hebräisch            | לא שם זין (Lo Sam Zayin)             | Shmuel Imberman         | Nicht nominiert |
| Italien             | Die Familie                              | Italienisch          | La Famiglia                          | Ettore Scola            | Nominiert       |
| Japan               | Zegen                                    | Spanisch             | 女衒 (Zegen)                         | Shōhei Imamura          | Nicht nominiert |
| Jugoslawien         | Reflections                              | Serbokroatisch       | Već viđeno                           | Goran Marković          | Nicht nominiert |
| Kanada              | Night Zoo – Kreaturen der Nacht          | Französisch          | Un zoo la nuit                       | Jean-Claude Lauzon      | Nicht nominiert |
| Kuba                | Der Karrierist                           | Spanisch             | Un hombre de éxito                   | Humberto Solás          | Nicht nominiert |
| Mexiko              | Lo Que Importa es Vivir                  | Spanisch             | Lo Que Importa es Vivir              | Luis Alcoriza           | Nicht nominiert |
| Niederlande         | Van geluk gesproken                      | Niederländisch       | Van geluk gesproken                  | Pieter Verhoeff         | Nicht nominiert |
| Norwegen            | Pathfinder                               | Nordsamisch          | Ofelaš / Veiviseren                  | Nils Gaup               | Nominiert       |
| Österreich          | Welcome in Vienna                        | Deutsch              | Wohin und zurück – Welcome in Vienna | Axel Corti              | Nicht nominiert |
| Polen               | Held des Jahres                          | Polnisch             | Bohater roku                         | Feliks Falk             | Nicht nominiert |
| Schweden            | Hip Hip Hurrah!                          | Schwedisch           | Hip Hip Hurra!                       | Kjell Grede             | Nicht nominiert |
| Schweiz             | Wenn die Sonne nicht wiederkäme          | Französisch          | Si le soleil ne revenait pas         | Claude Goretta          | Nicht nominiert |
| Spanien             | Asignatura aprobada                      | Spanisch             | Asignatura aprobada                  | José Luis Garci         | Nominiert       |
| Sowjetunion         | Die Reue                                 | Georgisch            | მონანიება (Monanieba)                | Tengis Abuladse         | Nicht nominiert |
| Taiwan              | Gui Hua Xiang                            | Chinesisch           | 桂花巷 (Gui Hua Xiang)               | Chen Kunhou             | Nicht nominiert |
| Tschechoslowakei    | Der Tod der schönen Rehe                 | Tschechisch          | Smrt krásných srnců                  | Karel Kachyňa           | Nicht nominiert |
| Ungarn              | Tagebuch für meine Lieben                | Ungarisch            | Napló szerelmeimnek                  | Márta Mészáros          | Nicht nominiert |